# Dubljevići (Plužine)
Pour les articles homonymes, voir Dubljevići.
Dubljevići (en serbe cyrillique : Дубљевићи) est un village de l'ouest du Monténégro, dans la municipalité de Plužine.

## Démographie

### Évolution historique de la population
| 1948 | 1953 | 1961 | 1971 | 1981 | 1991 | 2003 |
| ---- | ---- | ---- | ---- | ---- | ---- | ---- |
| 217  | 233  | 206  | 172  | 133  | 72   | 58   |